# Subfusil Owen
El Owen, cuya designación oficial era Carabina Ametralladora Owen, era un subfusil australiano diseñado por Evelyn Owen en 1939. El Owen fue la única arma de origen australiano empleada en la Segunda Guerra Mundial y fue el principal subfusil empleado por el Ejército Australiano durante aquel conflicto. Estuvo en servicio desde 1942 hasta 1971.

## Historia

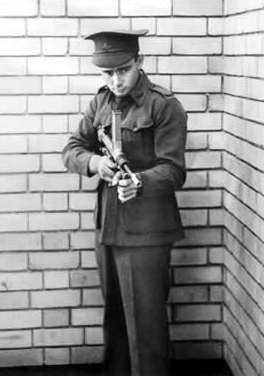
Soldado Evelyn Owen, hacia 1941.

El primer prototipo del Owen fue desarrollado por Evelyn Owen en 1931, terminando de diseñarlo en 1938, cuando tenía 23 años. En julio de 1939 hizo una demostración del prototipo de su "Carabina Ametralladora" calibre 5,5 mm (.22) ante los oficiales de pertrechos del Ejército australiano en el cuartel Victoria Barracks de Sídney. El arma fue rechazada porque en aquel entonces, el Ejército esperaba la entrada en servicio del Sten británico. En mayo de 1940, Owen se enlistó en la Segunda Fuerza Imperial Australiana.  
En 1941, Owen produjo su siguiente diseño calibrado para el más potente cartucho 7,65 x 17 Browning (.32 ACP). Owen decidió tratar de entablar contacto directo con un fabricante, como la fábrica de John Lysaght, la Lysaght Newcastle Works situada en Port Kembla, cerca de Wollongong. Owen era un conocido de Hilda Condon, la hija del propietario del Hotel Illawarra de Wollongong, que a su vez conocía a Vincent Wardell, administrador de la fábrica de Lysaght. Sabiendo que Wardell acostumbraba visitar el hotel los viernes por la noche, Owen le pidió a Hilda que le entregue su prototipo a Wardell. Ella accedió y le dio el prototipo a Wardell dentro de una bolsa de papel, sugiriéndole que le eche un vistazo. Este se quedó asombrado por la sencillez del arma e hizo los trámites necesarios para transferir a Owen a la Comisión de Inventos del Ejército, en donde reemprendió el trabajo sobre su arma. En junio de 1941, Owen fue retirado del Ejército y empezó a producir su subfusil.
El prototipo iba equipado con un cargador de tambor montado verticalmente sobre el cajón de mecanismos, que posteriormente fue reemplazado por un cargador recto.
La elección del calibre tomó cierto tiempo para concretarse. Como había grandes cantidades disponibles de cartuchos .45 ACP, se decidió adoptar el calibre 11,43 mm para el subfusil Owen. Se organizaron pruebas oficiales y Lysaght produjo tres versiones que disparaban cartuchos diferentes: 9 x 19 Parabellum, .38-200 (9 x 20 R) y .45 ACP. El Owen tuvo como contrincantes al Sten y al Thompson. Como parte de las pruebas, todos los subfusiles fueron sumergidos en lodo y cubiertos de arena para simular los ambientes más adversos en los cuales iban a ser empleados. El Owen fue el único subfusil que continuó funcionando tras este tratamiento. Aunque las pruebas mostraron la capacidad del Owen, el Ejército aún no había decidió el calibre de este y solamente tras una intervención gubernamental de alto nivel se ordenó la variante calibre 9 mm.

## Producción y empleo

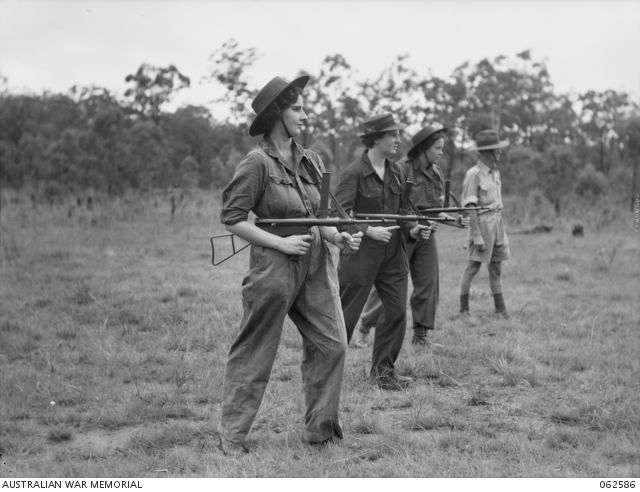
Personal femenino del Ejército Australiano (Australian Women’s Army Service) entrenando con el subfusil Owen, hacia 1942.

El Owen empezó a producirse en la fábrica de John Lysaght de Port Kembla y en Newcastle. Entre marzo de 1942 y febrero de 1943, Lysaght produjo 28.000 subfusiles Owen. Sin embargo, el lote inicial de munición resultó ser de otro calibre y 10.000 subfusiles no pudieron ser suministrados con munición. Una vez más, la intervención del gobierno quebró la burocracia militar, logrando completar la producción de municiones y su envío a las tropas australianas que estaban luchando contra las tropas japonesas en Nueva Guinea. Se produjeron aproximadamente 45.000 subfusiles Owen entre 1942 y 1944. Durante la guerra, el costo de producción promedio de un Owen era de $30.

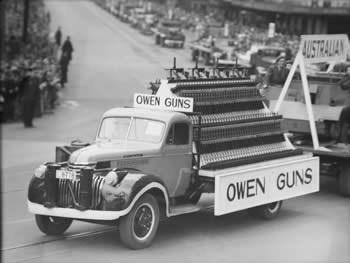
Desfile navideño en Sídney, 1942.

A pesar de ser algo voluminoso, el Owen se hizo muy popular entre los soldados debido a su fiabilidad. Los neozelandeses que luchaban en Guadalcanal y las islas Salomón reemplazaron sus subfusiles Thompson con los Owen, ya que observaron la mayor fiabilidad de las armas australianas. Mientras estuvo en servicio, la fiabilidad del Owen hizo que los soldados australianos lo apodasen como "la novia del zapador". Muchos soldados australianos que habían empleado el Owen, venían a la fábrica para agradecer personalmente al equipo de Lysaght porque creían que el subfusil les había salvado la vida. El General Douglas MacArthur tomó en consideración al Owen para equipar a las tropas estadounidenses en el Pacífico.
El Owen fue empleado posteriormente por las tropas australianas en las guerras de Corea y Vietnam, especialmente por los exploradores de un pelotón de infantería. Continuó siendo el subfusil estándar del Ejército australiano hasta 1971, cuando fue reemplazado por el subfusil F1 y el fusil M16. También fue empleado por las tropas británicas durante la Crisis Malaya.

## Diseño

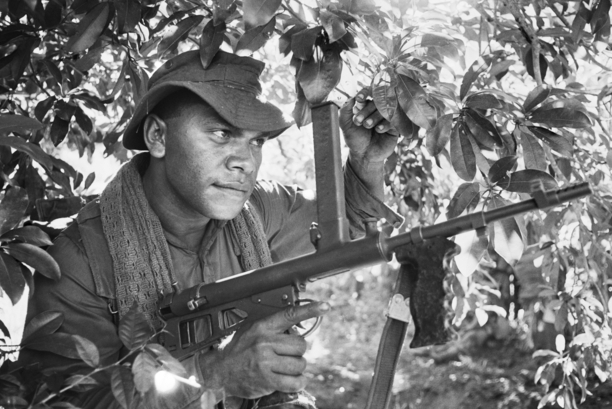
Soldado australiano aborigen en Vietnam del Sur, 1966.

El Owen era un sencillo subfusil accionado por retroceso, que disparaba a cerrojo abierto. Es fácilmente reconocible gracias a su inusual forma, su cargador insertado sobre el cajón de mecanismos y los mecanismos de puntería instalados en el lado izquierdo de este para que el tirador pueda apuntar sin problemas. La ubicación del cargador hace que la gravedad ayude a su muelle a empujar los cartuchos hacia la recámara, lo cual aumenta la fiabilidad de alimentación del subfusil. Otra característica poco corriente es el compartimiento separado dentro del cajón de mecanismos, que aísla el cerrojo de la palanca de carga mediante un pequeño tabique. Esto evita que el polvo y el barro bloqueen el cerrojo, haciendo del Owen un subfusil muy fiable. Como el cargador iba insertado desde arriba, en caso de que ingresase lodo en este, el lodo caería por gravedad o sería empujado por el resorte del cargador. Durante su evaluación, el Owen demostró ser capaz de disparar después de haber sido sumergido en lodo y cubierto de arena, mientras que el Sten y el Thompson se bloquearon. En la guerra de jungla, donde el lodo y la arena son problemas frecuentes, el Owen era muy apreciado por los soldados.

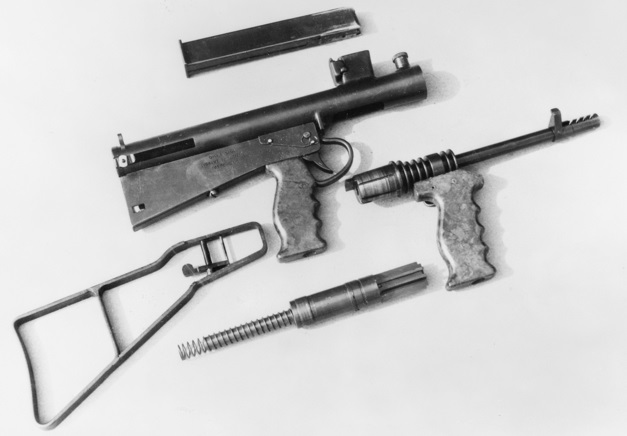
Desarmado básico del Owen.

Para facilitar su limpieza, el eyector está incorporado en el cargador en lugar de ir en el cajón de mecanismos. Esto permite cambiar el cañón rápidamente, al jalar hacia arriba un pestillo con resorte situado delante del brocal del cargador. Al sacar el cañón, el cerrojo y el muelle recuperador salen del cajón de mecanismos y el subfusil es completamente desarmado. Al igual que el Sten, el Owen tiene una culata fija de alambre, pero también tiene un pistolete.
Se construyeron en campaña dos cargadores con forma de herradura, de 60 y 72 cartuchos, pero la información disponible sobre estos es muy escasa.
En 2004 fue allanada una fábrica clandestina de armas en Melbourne, Australia, donde se hallaron varias copias silenciadas del subfusil Owen con el cargador insertado por debajo del cajón de mecanismos, en lugar de ir sobre este, sospechosas de haber sido construidas para su venta a las bandas involucradas en el tráfico de drogas.
Durante la Operación Ironside de 2021, se halló un subfusil Owen, sus cargadores y cartuchos junto a una galonera de plástico llena de gasolina en un parque de Glesson Crescent, Rostrevor, por los oficiales del Grupo STAR y la Unidad Canina de Operaciones de la Policía de Australia Meridional.

## Patrimonio Ingenieril
El Colegio de Ingenieros de Australia le otorgó al subfusil el título de Patrimonio Ingenieril Nacional, como parte de su Programa de Reconocimiento del Patrimonio Ingenieril.

## Usuarios
- Australia[25]
- Indonesia[26]
  -  Indias Orientales Holandesas[27]
- Laos[28]
- Nueva Zelanda[29][30]
- Reino Unido[31]
- Rodesia[32]